# Església de Sant Jaume i Santa Anna (Benidorm)
L'Església de Sant Jaume i Santa Anna és un temple de culte catòlic d'estil neoclàssic, situat a Benidorm, a la comarca valenciana de la Marina Baixa.
Se situa a la part superior d'El Castell, el poble vell, i al penyal del Canfali. Va ser construïda entre 1740 i 1780 després d'haver-se produït la Trobada de la Mare de Déu del Sofratge, patrona de Benidorm.
Quasi del tot exempta, hi articula tres places, la plaça de la Senyoria, la plaça Castelar i la plaça de Sant Jaume. Esta última plaça s'hi troba l'entrada principal al temple i uneix els caps del carrer Mal Pas (on se situa l'entrada secundària i nexe entre la plaça de la Senyoria i de Sant Jaume), carrer Major i carrer Metge Cosme Bayona, per un costat, i per l'altre, el túnel d'accés a la plaça Castelar.

## Descripció
El temple es basa en una planta de creu llatina amb nau central i capelles laterals menudes. La cúpula de mitja taronja al creuer, sense tambor, recolza directament sobre les petxines. Al costat de l'evangeli (costat esquerre des de l'entrada principal) es troba la capella de la Mare de Déu del Sofratge.
Exteriorment oferix una imatge senzilla emblanquinada, amb cornises i altres motlures en ocre. Les dues cúpules, la del creuer i la de la capella estan cobertes amb teula vidriada blava.
Al seu interior s'hi celebren les festivitats religioses de Benidorm, com són les Festes Majors Patronals, la Setmana Santa o el dia de Sant Jaume, patró de Benidorm.